# Probarbus labeamajor
Probarbus labeamajor é uma espécie de peixe actinopterígeo da família Cyprinidae.
Pode ser encontrada nos seguintes países: Camboja, Laos e Tailândia.